# Е-3 № 2
Е-3 № 2 — советская автоматическая межпланетная станция для изучения Луны и космического пространства.
19 апреля 1960 года осуществлён пуск ракеты-носителя «Восток-Л», которая должна была вывести на траекторию полёта к Луне АМС «Луна». Предусматривалось при помощи станции сфотографировать обратную сторону Луны. Из-за аварии ракеты-носителя в момент старта пуск закончился неудачей.